# Passage de Monetier

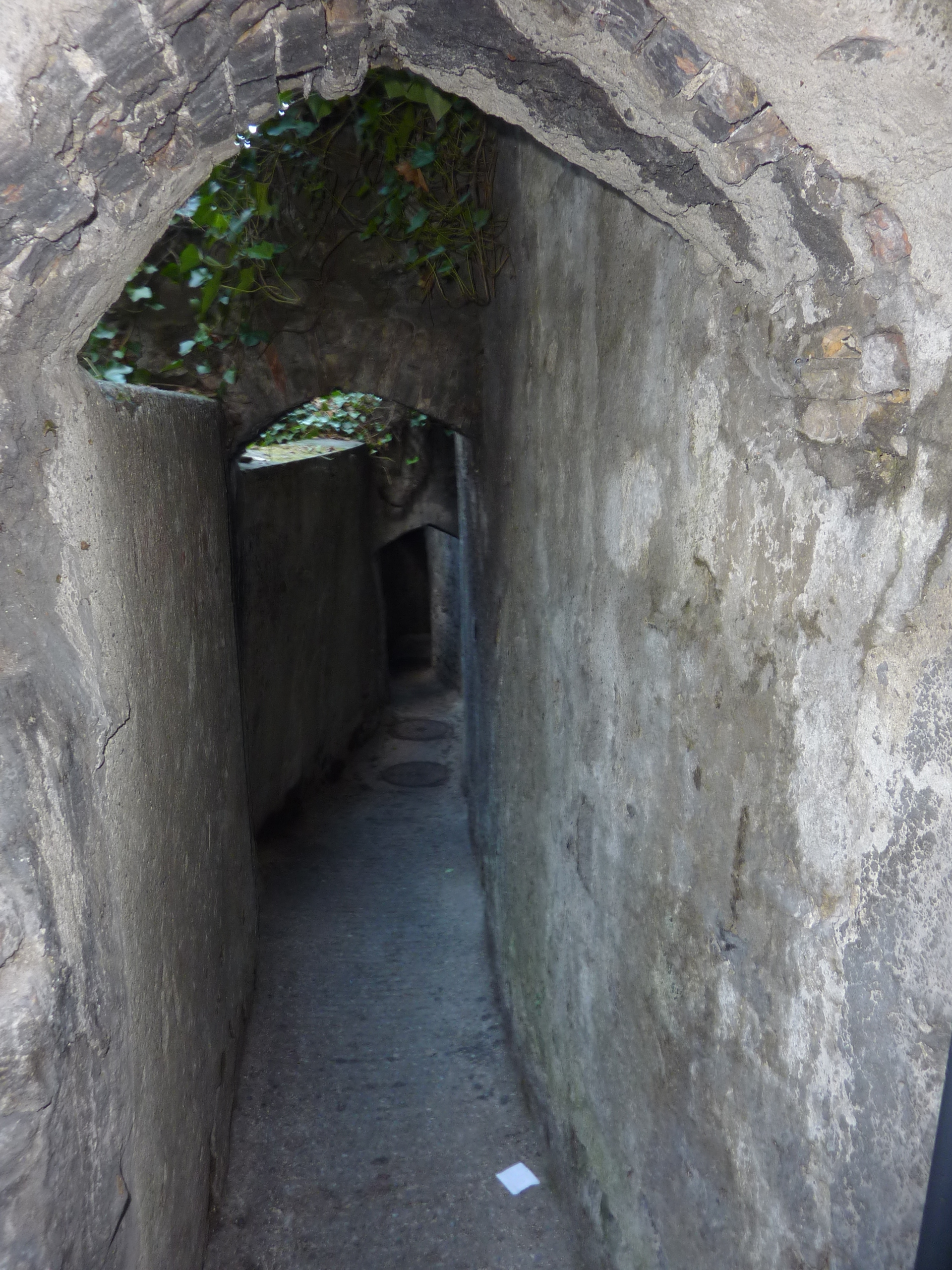
Passage de Monetier

Le passage de Monetier est un passage historique situé dans la vieille-ville de Genève. Il constitue une attraction touristique durant L'Escalade. 

## Situation

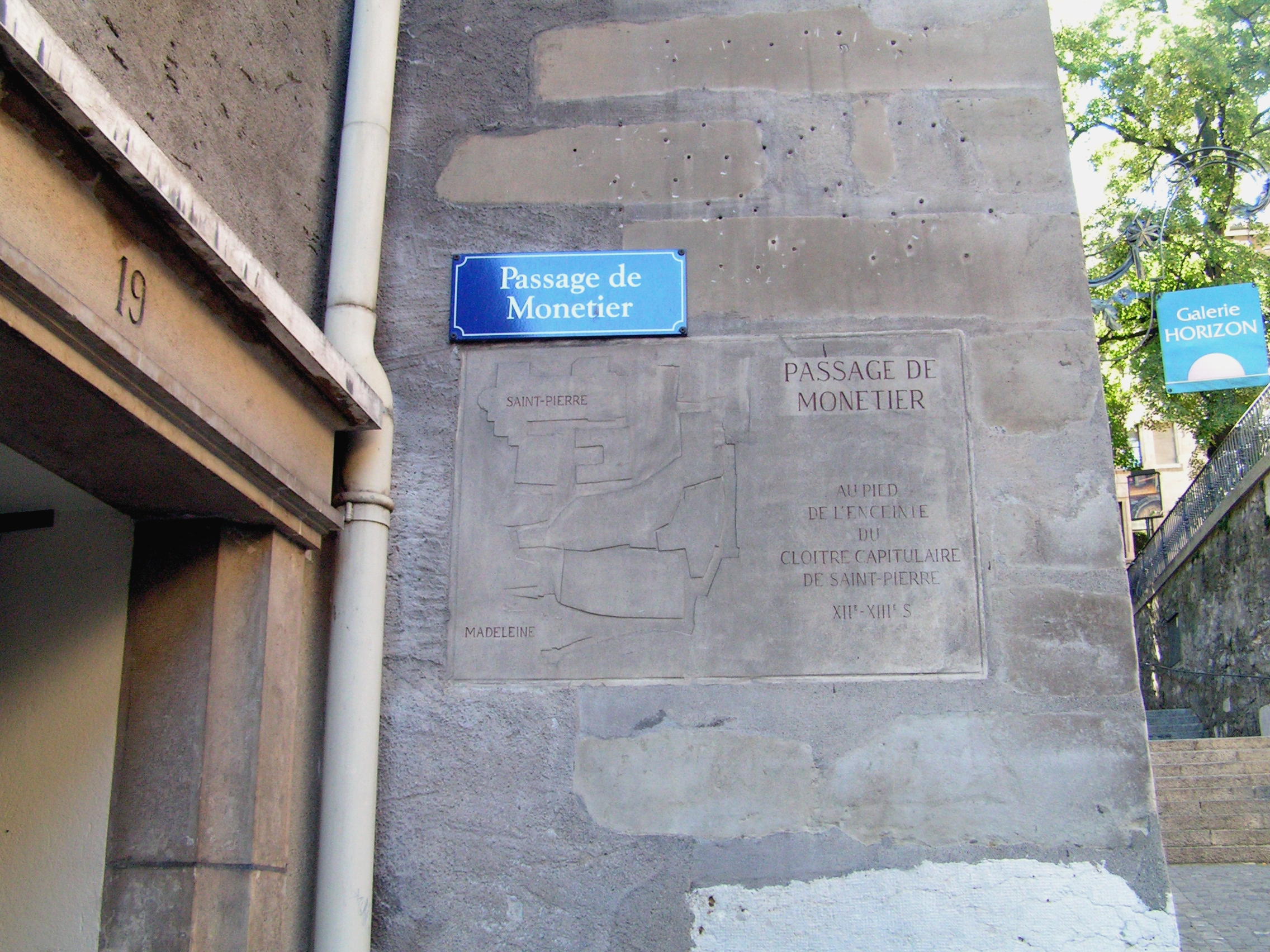
Entrée du passage au no 19 de la rue du Perron

Ouvert uniquement à l'occasion des festivités de L'Escalade, soit le week-end le plus proche de la date du 12 décembre, le passage de Monetier est une ruelle zigzaguant sur une centaine de mètres, au pied d'anciens remparts. Son entrée se situe en haut de la rue du Perron, au no 19. Il débouche sur la rue des Barrières, derrière le temple de la Madeleine. Outre son caractère pittoresque dans un quartier ayant gardé un caractère très médiéval, ce passage est réputé pour son étroitesse : le dernier segment étant un goulet d'à peine 50 centimètres de large.

## Origines
Depuis l'époque romaine, puis l'époque burgonde, le territoire de Genève n'a cessé de s'accroître ; de même, les fortifications se sont étendues, se succédant les unes aux autres. Dans ce contexte, le passage de Monetier était à l'origine un simple sentier ou chemin de ronde au pied des fortifications primitives entre le Ve et Xe siècles. Cette première enceinte protégeait la colline de Saint-Pierre et le quartier capitulaire qui y était établi. Au cours des siècles, le territoire s'étend en direction du lac et les fortifications avancent. Le passage de Monetier tel qu'il se présente actuellement date donc approximativement du XIIe – XIIIe siècles. 

### Étymologie
Le terme « Monetier » peut avoir plusieurs sens. La première hypothèse fait dériver "Monetier" du terme latin munimentum - qui désigne principalement le mur ou le rempart. La proximité immédiate des fortifications baptiserait donc ce passage. Une seconde étude étymologique fait remonter "Monetier" à « monastier » qui évoque la présence très précoce d'édifices religieux tant sur la colline - Saint-Pierre - qu'à l'emplacement actuel du temple de la Madeleine. On écartera ici complètement l'idée qui met en relation le passage et le village de Monnetier, au pied du Salève. Le fait que la sortie du passage soit plus ou moins orientée vers ce village est sans doute un hasard. On notera toutefois que le passage et le village partagent très probablement une étymologie commune.

## Utilité
Lorsque les fortifications avancent et que des nouveaux bâtiments se construisent, le sentier devient véritablement un passage ou une ruelle. Il permet alors d'accéder d'un quartier à l'autre sans détours - ce qui en cas d'incendie est important. Mais il constitue aussi un accès privilégié pour défendre la cité. Enfin, au Moyen Âge les bâtiments n'étant pas collés les uns aux autres, il sert également d'égout à ciel ouvert. D'autres passages à Genève eurent le même statut et la même utilité, mais ils sont maintenant pour la plupart définitivement condamnés et désaffectés.

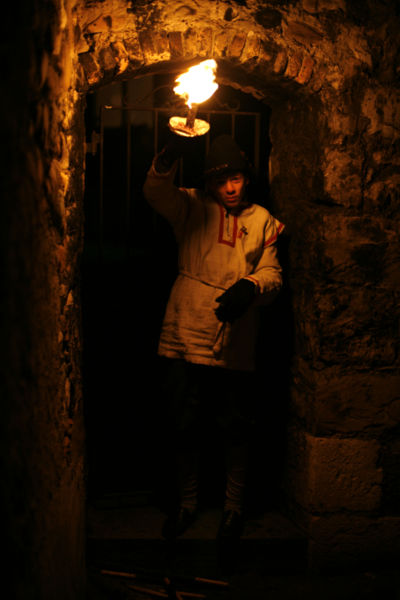
Passage de Monetier éclairé par un porteur de torche

## L'Escalade
Par son tracé, son étroitesse et l'obscurité qui y règne le passage de Monetier est fermé toute l'année. Il est cependant ouvert, à l'occasion de L'Escalade, le week-end précédant le 12 décembre. Contrairement aux idées reçues, ni l'attaque des Savoyards, ni la bataille nocturne consécutive à cette attaque ne se sont déroulées dans ou vers le passage de Monetier.